# العنبرة (السبرة)

تعديل مصدري - تعديل

العنبرة هي إحدى قرى عزلة بلادالشعيبي السفلى بمديرية السبرة التابعة لمحافظة إب، بلغ تعداد سكانها 230 نسمة حسب تعداد اليمن لعام 2004.